# 區劍雄
區劍雄（1922年1月10日—2015年8月1日），香港出生。香港教育家，任香港航海學校校長達39年，曾為區劍雄愛心會名譽會長。

## 國內時期
年輕時，區劍雄先生就讀於廣西大學，參加過「中國青年遠征軍」，在滇緬公路密芝娜山區駐守，服役於東南盟軍總部史迪威將軍麾下，並曾於廣西桂林逸仙中學任教。抗日戰爭時期，學生勤奮好學的精神令區氏感受頗深。區氏敬業樂業、諄諄善誘的工作態度，贏得稱許。離職之日，學生們齊集一起夾道歡送，奠定了區氏日後投身教育事業的基礎和決心。

## 香港時期
戰後，區氏返回香港，先後從事記者、商行，最終放棄經商發展的機會，以及待遇優厚的法庭傳譯員工作，於1953年選擇任職赤柱小童群益會兒童營（香港航海學校前身）的舍監兼校長。區氏和學校創辦人貝納祺大律師是航海學校的靈魂人物，與學生們同住。身兼父親及老師角色的區氏，四十年來一直本著有教無類的精神，從艱苦歲月中帶領著無數貧苦無依的孩子和邊緣少年，使他們重拾自我。1992年11月，區劍雄退休，結束長期的校長生涯。

## 晚年
2000年代，已屆八旬的區氏仍身體力行對年輕一輩實行耐心的輔導和教育，並投身慈善工作。昔日的航海學校舊師生以區氏的名義創辦「區劍雄愛心會」，為資助國內教育為主的非牟利慈善團體。2015年1月，區劍雄仍精神不錯，偕同妻子張淑玲參加為區氏而設的南丫島生日晚宴，至同年7月他不慎跌傷送瑪麗醫院，其間患上肺炎，病情急轉直下，終在8月1日晚8時許與世長辭，享壽93歲。

## 資料來源
1. 1 2 3 4 5 6  . 蘋果日報. 2015年8月3日  [2015年8月3日]. （原始内容存档于2015年8月5日）.（繁體中文）

## 外部參考
- 區劍雄愛心會（页面存档备份，存于）
- 區劍雄先生生平年表[永久]
- 區劍雄愛心會網誌（页面存档备份，存于）
- 區劍雄愛心會名譽會長的話 - 區劍雄先生(影片)